# Савкино (Сокольский район)
Савкино — деревня в Сокольском районе Вологодской области.
Входит в состав Архангельского сельского поселения, с точки зрения административно-территориального деления — в Архангельский сельсовет.

## География
Расстояние по автодороге до районного центра Сокола — 22 км, до центра муниципального образования Архангельского — 7 км. Ближайшие населённые пункты — Кузнецово, Алексейцево, Исаково, Семенково.

## Население
В 1702 году в деревне согласно Переписной книге вотчины Дионисиево-Глушицкого монастыря значилась 21 душа мужского пола.
По переписи 2002 года население — 9 человек.

## История
В XV-XVIII веках относилась к вотчине Дионисиево-Глушицкого монастыря.